# Rue des Quatre-Fils
Rue des Quatre-Fils je ulice v Paříži v historické čtvrti Marais. Nachází se ve 3. obvodu.

## Poloha
Ulice začíná na křižovatce s Rue Vieille-du-Temple, kde na ni navazuje Rue de la Perle, a končí na křižovatce s Rue des Archives, odkud pokračuje Rue des Haudriettes.

## Název ulice
Název ulice u čtyř synů pochází z vývěsního štítu, který představoval hlavní postavy ze středověkého eposu Chanson des quatre fils Aymon (Píseň o čtyřech synech Aymonových).

## Historie
Tato cesta se ve 13. století jmenovala Rue de l'Echelon-du-Temple (stejně jako Rue des Haudriettes), v roce 1450 Rue des Deux-Portes a mnohem později Rue des Quatre-Fils-Aymon.

## Zajímavé objekty
- Celou jižní stranu ulice tvoří budovy Národního archivu – hôtel de Rohan na rohu s Rue Vieille-du-Temple, velký depozitář vybudovaný za Napoleona III. na rohu s Rue des Archives a mezi nimi Centre d'accueil et de recherche des Archives nationales postavené v roce 1987.
- Na severní straně na rohu Rue des Archives se nachází hôtel de Guénégaud, ve kterém je umístěno Musée de la chasse et de la nature.
- dům č. 16: hôtel Gigault de Crisenoy, chráněný jako historická památka
- dům č. 18: městský palác se slunečními hodinami
- dům č. 20: Hôtel Le Ferron, v paláci bydlel právník Raymond de Sèze, obhájce Ludvíka XVI. během jeho procesu
- dům č. 22: Hôtel Thirioux d'Arconville, palác chráněný jako historická památka